# Пенязь
Пе́нязь, або пі́нязь (д.-рус. пѣнязь, староцерк.-слов. пѣнѩѕь) — назва монет Великого князівства Литовського типу денарій, карбування яких велося на різних монетних дворах цієї держави, починаючи з кінця XIV століття і тривало з перервами до першої половини XVII століття. Припускають, що окремі ранні типи цих монет карбувалися в Луцьку.
Один литовський грош складався з 10 пінязів, а один краківський грош — з 8 пінязів. Початкова вага пінязя дорівнювала 0,35 г (0,085 г чистого срібла), згодом зменшилась до 0,3 г (0,07 г чистого срібла). Литовські монети за якістю були кращими від польських. На українських, білоруських землях в обігу були переважно монети із зображенням списа та литовського герба, також — гербів Погоня, Колюмна.

## Назва
Назва монети походить від прасл. *pěnędzь, що є запозиченням з германських мов (прагерм. panningaz, пор. нім. Pfennig — «пфеніг»); прикінцеве -dzь пояснюється ефектом третьої палаталізації, а *ě утворений від ранішого *ę внаслідок дисиміляції. Відповідно до фонетичних законів української мови на місці *ě («ятя») мав бути звук [i], але більшість джерел містить написання з е, а не з і. У дореформеній російській орфографії із середини XIX ст. затвердилося написання пенязь: на думку Я. К. Грота, написання пѣнязь у стародавніх пам'ятках, з огляду на давн-англ. penig і сканд. penigr, є помилковим.
У «Словарі Грінченка» засвідчені тільки варіанти піняз, пінязь. У СУМ-11 термін не згадується, в ЕСУМ основним варіантом наведено пенязь, другим — пінязь.
У XIV—XVII століттях «пінязями» на українських і білоруських землях називали гроші, у польській мові слово pieniądz досі означає «гроші» (має форму однини, але вживається переважно в множині — pieniądze).
Назва грошової одиниці залишилося у топономіці: у Чернігівській області є село Пенязівка; село Українка Малинського району Житомирської області до 1960 р. називалося Пинязевичі.